# Chennedy Carter
Pour les articles homonymes, voir Carter.
Chennedy Carter, née le 11 mai 1998 à Fort Worth, Texas, est une joueuse américaine de basket-ball. 

## Biographie
Formée aux Aggies du Texas où elle ne passe que trois saisons avant de passer professionnelle, elle est retenue comme 4e choix de la draft WNBA 2020 par le Dream d'Atlanta puis élue parmi la WNBA All-Rookie Team. Lors de son année rookie, elle inscrit 35 points face au Storm de Seattle, futur champion WNBA.
En août 2020, elle s'engage pour sa première expérience à l'étranger avec le club turc d'Elazığ.
En juillet 2021, malgré ses 14,2 points et 3,4 passes décisives sur 11 des 19 rencontres du débat de saison, elle est mise à l'écart du Dream pour « conduite nuisant à l'équipe ».

## Équipe nationale
Elle est sélectionnée à trois reprises dans des équipes nationales, d'abord en 2016 pour le championnat des Amériques U18 (médaille d'or), pour la coupe du monde U19 en 2017 (médaille d'argent) et pour les Jeux panaméricains de 2019 (médaille d'argent). 

## Palmarès

### En équipe nationale
- Médaille d'or Championnat des Amériques U18 2016[6]
- Médaille d'argent Coupe du monde U19 2017[6]
- Médaille d'argent Jeux panaméricains 2019[6]

## Distinctions personnelles

### En universitaires
- Meilleur freshman de la SEC (2018)[6]
- Meilleur freshman de la NCAA (2018)[6]
- Meilleur joueuse de la SEC (2018, 2019, 2020)[6]

### En WNBA
- WNBA All-Rookie Team[2].

### En équipe nationale
- Meilleur cinq de la Coupe du monde U19 de 2017[7].